# علي ميرزايي سفلي (مقاطعة دلفان)
علي ميرزايي سفلي (بالفارسية: علی میرزایی سفلی) هي قرية تقع في قسم خاوة الجنوبي الريفي (مقاطعة دلفان) في إيران. يقدر عدد سكانها بـ 251 نسمة .